# Primera batalla de Acentejo
La primera batalla de Acentejo, conocida también como matanza, rota o desbarate de Acentejo, fue un enfrentamiento bélico que se produjo en 1494 durante la conquista de la isla de Tenerife —Canarias, España— por parte de la Corona de Castilla, y donde se enfrentaron los conquistadores castellanos con los aborígenes guanches.
Esta batalla, que tuvo lugar en el entorno del barranco de Acentejo, constituyó un episodio crucial de la conquista de la isla, pues supuso la total derrota del ejército conquistador y la momentánea paralización de la misma. Además, dio lugar al nombre del municipio homónimo en el norte de Tenerife.

## Antecedentes
Tras la conquista de la isla de La Palma en 1493, todas las islas del archipiélago canario quedaron bajo dominio de la Corona de Castilla a excepción de Tenerife, que seguía en posesión de los aborígenes guanches.
En diciembre de 1493 el capitán Alonso Fernández de Lugo, quien había dirigido la conquista de La Palma, llevó a cabo las capitulaciones con los Reyes Católicos para la conquista de Tenerife. Para financiar la expedición, Lugo vendió varias propiedades familiares y se asoció con algunos comerciantes genoveses. El alistamiento de tropas se efectuó en Sevilla y Gran Canaria, desembarcando finalmente la armada conquistadora el día 1 de mayo de 1494 en la costa sureste de Tenerife, en la zona denominada Añazo por los guanches y lugar donde se levanta la moderna ciudad de Santa Cruz de Tenerife.
Tras fundar el real de Santa Cruz y organizar el campamento con la construcción de una torre, los conquistadores recibieron la ayuda de los reyes guanches de los denominados «bandos de paces» —Abona, Adeje, Anaga y Güímar—, quienes habían concertado un acuerdo de paz con el gobernador de Gran Canaria Pedro de Vera varios años antes.
Lugo envió emisarios al reino de Taoro, el principal y más poderoso de la isla, reuniéndose ambos ejércitos en las proximidades de donde se halla la moderna ciudad de San Cristóbal de La Laguna. Según el religioso fray Alonso de Espinosa, el capitán conquistador ofreció a los guanches liderados por el mencey Bencomo amistad a cambio de su sumisión a los reyes de Castilla y su conversión al cristianismo. Bencomo rehusó, retirándose ambos contendientes a sus respectivos territorios para prepararse.

## Fuerzas en combate

### El ejército conquistador
Los primeros historiadores, quienes escribieron sus obras casi un siglo después de finalizada la conquista, dan cifras variadas sobre el número que componía el ejército conquistador. Así, tanto el dominico fray Alonso de Espinosa como el ingeniero Leonardo Torriani y Juan de Abréu Galindo indican que eran unos 1000 peones y 40 jinetes.

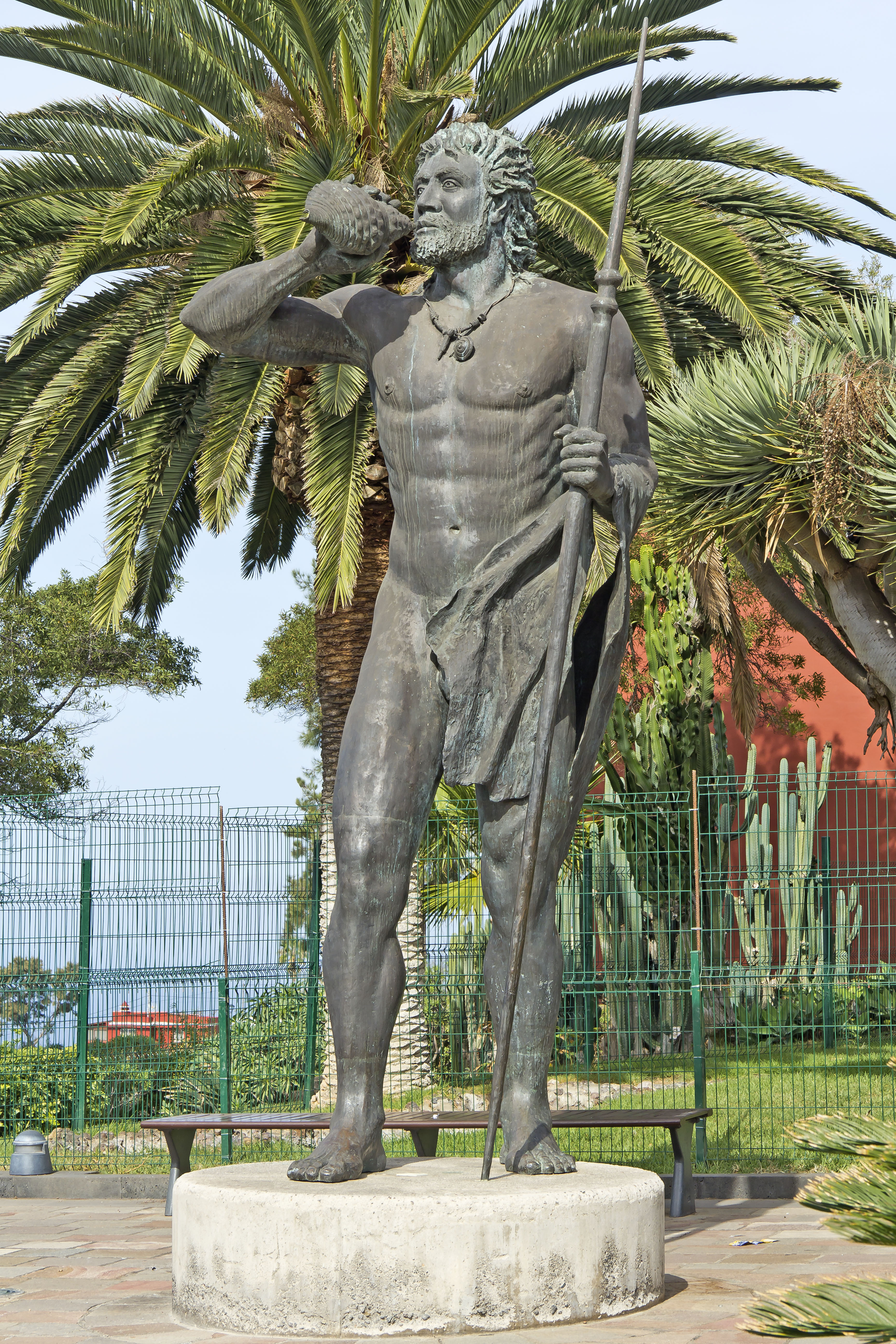
Estatua de Tinguaro, caudillo de los guanches en la batalla de Acentejo, ubicada en La Matanza. Del escultor Miguel Ángel Padilla, 2007.

Sin embargo, el conquistador Juan Benítez, testigo en el juicio de residencia que se le practicó al adelantado Alonso Fernández de Lugo en 1508, declaró que el capitán había traído consigo 1000 o 1200 peones y 150 o 155 caballeros.
El historiador Antonio Rumeu de Armas, quien contrasta las crónicas insulares con documentos contemporáneos a los hechos, cree que el ejército castellano debió estar formado por unos 150 jinetes y 1500 peones. Por su parte, el profesor Juan Álvarez Delgado sostiene que debieron ser unos 320 en total entre caballeros e infantes.
En cuanto a su composición, estaba formado por castellanos enrolados en las ciudades de la Baja Andalucía y por isleños de las islas ya conquistadas. Asimismo, una parte de las tropas estaba formada por un grupo de aborígenes gomeros y una compañía de 60 canarios bajo el mando de Fernando Guanarteme, antiguo rey de Gran Canaria. Además, a su llegada a la isla a Lugo se le suman guerreros guanches de los bandos de las paces.
Hay que indicar que durante la batalla parte del ejército quedó guareciendo el campamento del real de Santa Cruz.
Armamento
Las armas utilizadas por los castellanos en esta batalla eran las típicas de finales del siglo XV. La infantería portaba picas, alabardas, espadas, dagas y cuchillos, siendo especialmente destacados en los combates contra los aborígenes los ballesteros. A pesar de lo comúnmente aceptado, no se utilizaron armas de fuego, idea introducida en la historiografía canaria por el poema épico de Antonio de Viana.

### Los guerreros guanches
No se puede precisar con exactitud el número de guerreros guanches que participaron en la batalla de Acentejo. Tanto fray Alonso de Espinosa como Torriani indican que el rey Bencomo «tenía seis mil hombres de pelea» en total, cifra que sin embargo es la indicada por el cronista portugués Gomes Eanes de Zurara para el contingente guerrero de toda la isla a mediados del siglo XV. Por otro lado, tanto Espinosa como Torriani indican que eran solo 300 los guerreros que Bencomo envió junto a su hermano, sin mencionar cuántos acudieron luego junto al propio rey de Taoro.
Para Rumeu de Armas las fuerzas guanches debían de triplicar por lo menos a las castellanas, mientras que Francisco León supone que las fuerzas guanches debían rondar los 1000 guerreros para ser capaces de sostener la lucha contra el ejército castellano durante la batalla.
Basados en estudios demográficos modernos sobre la población guanche en el momento de la conquista, se puede conjeturar un contingente guerrero para el bando de Taoro de unos 1100 guerreros.
También hay que tener en cuenta que se desconoce si las fuerzas de Bencomo estaban en este momento apoyadas por los restantes bandos de guerra, sobre todo los más próximos de Tacoronte y Tegueste, lo que aumentaría las cifras de guerreros guanches sustancialmente.
Armamento
Los guanches utilizaban como armas lanzas y venablos de distintas maderas que eran aguzados y endurecidos al fuego. Asimismo portaban mazas o garrotes, y eran expertos en el lanzamiento de piedras. Como defensa utilizaban sus propios vestidos o tamarco enrollados en el brazo, así como unos pequeños escudos de madera de drago.

## La batalla

### Escenario
La batalla se desarrolló en el entorno del barranco de Acentejo, en el norte de la isla, sin que se haya podido averiguar el punto exacto. El fraile Espinosa dice simplemente que fue en «un lugar espeso de monte, cuesta arriba, embarazoso de piedras, matorrales y barrancos». Torriani indica tan sólo que fue «cerca de Centejo, al pie de una montaña», mientras que Abréu Galindo refiere que fue «en un lugar estrecho y muy fragoso y áspero, y de mucho monte».
Para el político Juan Bethencourt Alfonso la batalla fue en el tramo del barranco situado entre la carretera general del Norte y la calle de Acentejo en el entorno que por ello se llamó Toscas de los Muertos, mientras que para Leandro Serra Fernández de Moratín el combate se dio en el barranco de Cabrera, moderno límite entre los municipios de La Matanza y El Sauzal. El historiador Manuel de Ossuna y Van den Heede, quien realizó una investigación de campo entre vecinos de La Matanza y La Victoria sobre el asunto, llegó a la conclusión de que la batalla fue en la zona del barranco de Acentejo próxima al barrio de San Antonio, en la cota de los 500 m s. n. m.
Por su parte, Rumeu de Armas en su estudio sobre la conquista de Tenerife indica que debió darse sobre la cota de los 200 m s. n. m. en la zona de confluencia de los barrancos de Acentejo, Bobadilla y de Cha Marta.
Francisco León, en su trabajo monográfico sobre la batalla, argumenta que la misma se dio no solo en el barranco, en la zona de Bubaque, sino a lo largo de la subida entre este y las montañas de San Antonio, así como en el denominado llano de Acentejo hacia el oeste.

### Desarrollo
Organizado el campamento de Añazo, el capitán Lugo decidió hacer una entrada hacia el reino de Taoro, considerando que vencido este se le rendiría el resto de la isla. El ejército pasó junto a la rivera de la Laguna de Aguere, dejó atrás los tupidos bosques de Agua García y Tacoronte y, sorprendidos por su fácil marcha sin encontrar apenas resistencia, se aventuraron a penetrar más hacia el norte de la isla. Por el camino fueron recogiendo todo el ganado que los pastores guanches habían ido dejando a su paso. Llegados a la región de Acentejo, y no habiendo encontrado a los guanches, decidieron volver sobre sus pasos.
Mientras tanto, el rey Bencomo había enviado a su hermano Himenechia o Chimenchia —bautizado como Tinguaro por el poeta Antonio de Viana— con 300 hombres para que vigilaran y siguieran por el monte a los castellanos con el objeto de esperar la oportunidad de tenderles una emboscada, mientras él acudía con el resto de su gente.
Finalmente, los guanches aprovecharon el paso de los conquistadores por el barranco de Acentejo para atacar, presentando ese lugar una desventaja táctica para los jinetes castellanos. Los hombres de Chimenchia silbaron al ganado, y las cabras y ovejas obedientes a la llamada de los pastores comenzaron a huir, lo que provocó que el cuerpo del batallón castellano se deshiciera. Los guanches aprovecharon la confusión para atacar, lanzando piedras, dardos y lanzas, y logrando cortar en dos las filas castellanas.
Más tarde se sumaron al combate el rey Bencomo con sus guerreros, logrando la victoria total sobre los castellanos después de varias horas de encarnizado combate.
El cronista Andrés Bernáldez, cura de los Palacios, describe los hechos de la siguiente manera:

...les cometieron un dia despues de haber habido algunas divisiones entre los de la hueste: é yendo peleando en pos de los guanchez por una sierra, diéronse á flojera los christianos y á mal recaudo, y los guanchez volvieron sobre ellos á pedradas muy esforzadamente, y los christianos con su mal concierto volvieron huyendo malaventuradamente, que nunca el buen capitan Alonso de Lugo se lo pudo resistir, y los guanchez tomaron tanto esfuerzo á pelear y seguir en pos de los que huian, que desbarataron toda la hueste y siguieron el alcance hasta la mar, y allí de ellos se metieron en los navíos, y de ellos se arrojaron á la mar, y de ellos se enrocaban en los peñascos, barrancos y veras donde bate el mar, y allí los mataban, y de ellos desque crecia la mar los ahogaba...

Por su parte, fray Alonso de Espinosa refiere en su obra:

Cuando los españoles se vieron en lugar tan peligroso, donde no eran señores de valerse de sus armas ni de mandar sus caballos, y que les tenían tomada la delantera y pasos, pues volver atrás no podían, por no entregarse a las fuerzas de su enemigo y metérsele en las manos, la vanguardia iba muy adelante, el cuerpo del batallón estaba deshecho y desbaratado, porque el ganado, por huir (habiendo oído los silbos) lo había roto, dióse prisa la retaguardia para juntarse y hacerse un cuerpo, que ya la vanguardia había hecho alto para esperar (…). Porque dando los guanches en los españoles en aquel trabajoso paso, como ellos venían cansados y no se podían juntar ni usar de sus armas y destreza, aunque hacían su deber, peleando varonilmente, como el lugar les era contrario, así lo fué la fortuna, que, llevándolos de vencida, fueron haciendo gran matanza en ellos...

Los castellanos supervivientes se batieron en retirada. El propio Alonso de Lugo huyó a caballo con una herida en la boca de una pedrada, salvándose gracias a que su sobrino Pedro Benítez el Tuerto le dio su propio caballo, así como a que el canario Pedro Mayor le cambió su capa azul por la roja del capitán, pues los guanches le seguían reconociéndolo como el comandante enemigo.
El capitán y muchos de los conquistadores supervivientes huyeron por los cerros hacia el real de Añazo, sirviéndose del auxilio de varios guanches aliados del bando de Güímar, siendo tradición que el pueblo de La Esperanza tiene ese nombre debido a la que sintieron los castellanos al divisar desde esa zona montañosa el campamento en la costa. Otros supervivientes se refugiaron en los riscos costeros bajo el propio barranco de Acentejo, siendo posteriormente rescatados por los bajeles enviados por Lugo desde Añazo.

### Resultado
La consecuencia más inmediata de esta batalla fue la total derrota de los conquistadores, quienes sufrieron la mayor pérdida de vidas acontecida durante los casi cien años que había durado la conquista de Canarias. Asimismo, la derrota obligó a Alonso de Lugo a retirarse a Gran Canaria para preparar una nueva expedición que terminara definitivamente con la anexión de Tenerife a la Corona de Castilla.
Fuentes contemporáneas indican que sólo sobrevivieron 60 jinetes y 200 peones del bando conquistador.

## Anécdotas de la batalla
La tradición histórica recogida por fray Alonso de Espinosa incluye varios sucesos acontecidos durante e inmediatamente después de la batalla, que Rumeu de Armas clasifica en tres grupos: unos de autenticidad comprobada, otros verosímiles y aquellos claramente legendarios o fantásticos.
La blasfemia de un soldado
Previo a la batalla un soldado blasfemó diciendo: «voto a Dios que sin su ayuda pienso salir vencedor, porque para tan poca y tan ruin gente no hemos menester su ayuda», siendo considerado esto como causa de la derrota de los conquistadores. El soldado blasfemo, dice Espinosa, fue el primero en morir al iniciarse el combate.
El temblor de Maninidra
Justo cuando van a ser atacados por los guanches, Alonso de Lugo se da cuenta de que el canario Pedro Maninidra, tenido por un valeroso caudillo, temblaba a su lado. Preguntado si temblaba de miedo, Maninidra le contesta que «no tiemblo de miedo, que nunca lo tuve; mas tiemblan las carnes pensando el estrecho en que el corazón las ha de meter hoy». No obstante, el propio Espinosa indica que ya en su época se dudaba si este dicho había sido en esta batalla o en alguna otra habida durante las entradas en Berbería.
El «galano dicho» de Chimenchia
Cuando ya la batalla estaba decidida, Bencomo encontró a su hermano descansando sobre una piedra, entablándose la siguiente conversación entre ambos según Espinosa:

—¿Qué haces ahí tan descuidado, andando tu gente a la melena con sus enemigos?
Respondió el hermano con mucho peso, y dijo: 
—Yo he hecho mi oficio de capitán en vencer y dar orden para ello; hagan ahora los carniceros el suyo, prosiguiendo la victoria que les he dado.

Juan Benítez entre los muertos
Durante la batalla el conquistador Juan Benítez decidió hacerse el muerto para escapar de la matanza que realizaban los guanches. Benítez permaneció dos días haciéndose el muerto entre los muertos, hasta que aprovechó que cerca pasaba un grupo de aborígenes escoltando por orden del rey Bencomo a unos treinta castellanos que se habían refugiado en una cueva camino del real de Santa Cruz. Benítez se une al grupo sin ser sentido de inmediato por los guanches, sin embargo, estos terminan por percatarse de que había uno más entre los prisioneros. No sabiendo qué hacer, los guanches envían noticia del asunto al mencey, que decide perdonar a Benítez y lo envía con el resto a su campamento.
Los canarios refugiados en la costa
Entre los supervivientes se cuenta un grupo de 25 o 30 canarios (aborígenes de gran canaria) que se refugiaron en un peñasco de la costa, situado en caleta salvaje, hasta que fueron rescatados por los navíos enviados por Alonso de Lugo desde Añazo.
En una relación anónima datada en los siglos xvii o xviii aparece recogida una historia que narra cómo este grupo de aborígenes de Gran Canaria, durante el pequeño trayecto a nado hasta la baja se vieron atacados por un tiburón, que mató a algunos de ellos. Tras dos días de espera en dicha roca su capitán, llamado Maninidra, decidió tirarse al mar con un cuchillo como arma con el fin de acabar con el tiburón y permitir el regreso a tierra de sus compañeros. Tras protegerse los brazos con una capa y unos pellejos enrollados se lanzó al mar y cuando el tiburón le atacó le hirió en el vientre varias veces hasta matarlo.
Los guanches y la ballesta
Espinosa refiere cómo, mientras los guanches recogían los despojos de los muertos, uno de ellos tomó una ballesta cargada, y tanto la manosearon que se disparó, matando a uno. A partir de ese momento «en viendo alguna ballesta, rodeaban gran trecho por no pasar por donde estaba; tanto miedo le cobraron».

## Trascendencia histórica

Escudo heráldico municipal en el que se hace alusión a la batalla de Acentejo.

La batalla dejó su impronta en la toponimia de la isla, pues la zona donde se desarrolló y el pueblo fundado en ella pasaron a llamarse La Matanza. El propio ayuntamiento de la localidad incluyó en su escudo heráldico, aprobado en 1987, una simbología alusiva a la trascendental batalla. En el primer cuartel del escudo se representan dos bastones o banotes cruzados sobre una ballesta, lo que representa la victoria guanche sobre la castellana.
Asimismo, en la entrada a La Matanza desde la autopista del Norte de Tenerife existe un mural alegórico ejecutado por mandato del ayuntamiento matancero y diseñado por el artista Rogelio Botanz, que se ha convertido en una seña de identidad tanto del municipio como del nacionalismo canario.
El mural, pintado en 1990 y restaurado en 2015, representa en primer plano a un guanche haciendo sonar un bucio o caracola, situándose detrás un soldado castellano en actitud de derrota.